# Fédération équatorienne de basket-ball
La Fédération équatorienne de basket-ball, ou FEB (Federación ecuatoriana de baloncesto) est une association, fondée en 1950, chargée d'organiser, de diriger et de développer le basket-ball en Équateur.
La Fédération représente le basket-ball auprès des pouvoirs publics ainsi qu'auprès des organismes sportifs nationaux et internationaux et, à ce titre, l'Équateur dans les compétitions internationales. Elle défend également les intérêts moraux et matériels du basket-ball équatorien. Elle est affiliée à la FIBA depuis 1950, ainsi qu'à la FIBA Amériques.
La Fédération organise également le championnat national.